# كارلشورست
كارلشورست ( /kɑːrlshɔːrst/ ، تُلفظ بالألمانية: [karlshɔst]  ( سماع) تُلفظ بالألمانية: [ka:ltshɔst] locally تُلفظ بالألمانية: [ka:ltshɔst] ؛ يعني حرفيا عش كارل ) هي منطقة في حي ليشتنبرغ في برلين. توجد أكبر جامعة للعلوم التطبيقية في برلين، والمتحف الألماني الروسي برلين - كارلسهورست.

## التاريخ
في أبريل 1945 ، عندما اقترب الجيش الأحمر من عاصمة الرايخ، أنشأ المارشال جورجي جوكوف، قائد الجبهة البيلوروسية الأولىكان الاستسلام غير المشروط للقوات الألمانية قدم إلى جوكوف التي كتبها الكولونيل جنرال هانس يورغن ستومبفف كممثل ل سلاح الجو الألماني، المشير فيلهلم كيتل رئيسا لأركان القيادة العليا للفيرماخت، والاميرال هانس غورغ فون فرييديبيرغ قائدا أعلى للقوات المسلحة لكريغسمارينه.
من 1945 إلى 1949، كان مجمع المباني بمثابة مقر الإدارة العسكرية السوفيتية في ألمانيا. بعد تأسيس الجمهورية الديمقراطية الألمانية، استضافت اللواء السادس المستقل، «لواء برلين» السوفياتي، حتى غادر آخر الجنود الروس كارلسهورست في عام 1994. أصبح المقر الرئيسي السابق المتحف الألماني الروسي في برلين كارلسهورست ( متحف الألماني الروسي في برلين كارلسهورست ) ، الذي كان يُطلق عليه سابقًا اسم متحف الاستسلام.

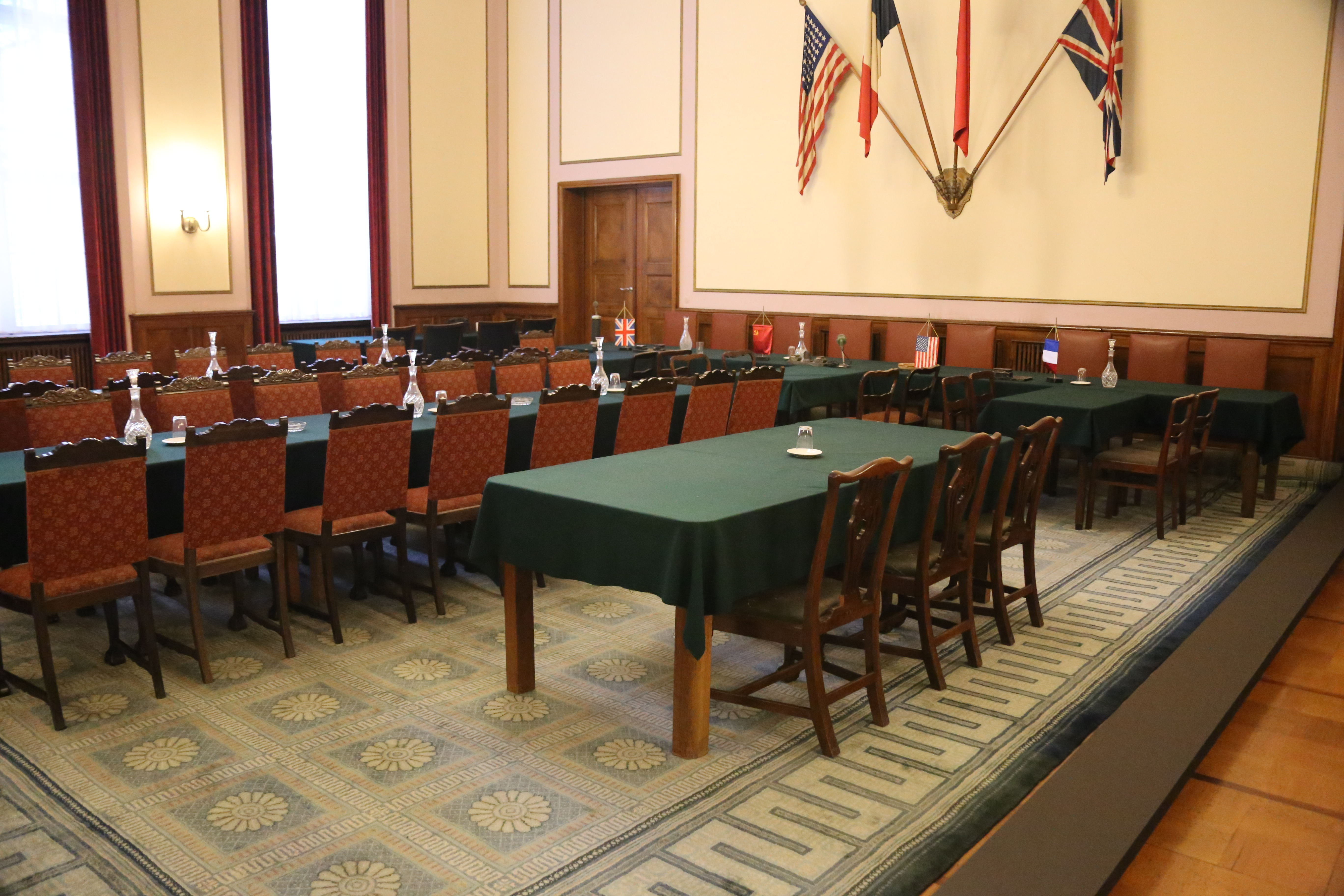
طاولة وكراسي أصلية كما تم إعدادها للتوقيع الثاني لاستسلام الألمان غير المشروط

## مشاهير

### ولد في كارلسهورست
- يواكيم فيست ، مؤرخ ومحرر (1926-2006)
- إيلجا ريختر (مواليد 1952) ، ممثلومؤدي صوتي ومقدم برامج تلفزيونية

### سكن في كارلسهورست

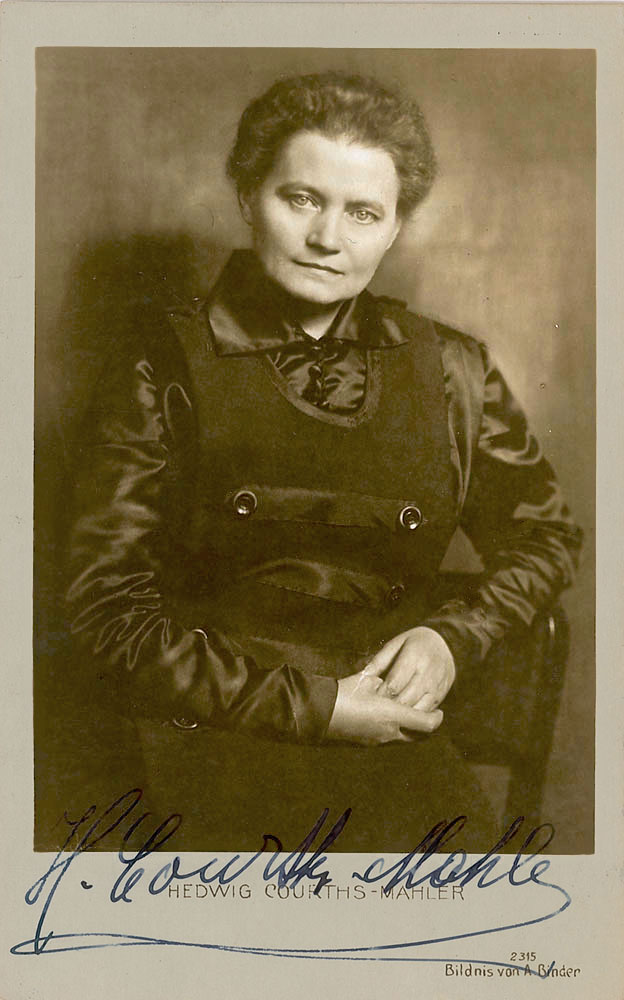
Hedwig Courths-Mahler حوالي عام 1900